# Королівство Чорногорія
Королівство Чорногорія (серб. Краљевина Црна Гора, Kraljevina Crna Gora) — історична держава у Південно-Східній Європі.

## Історія

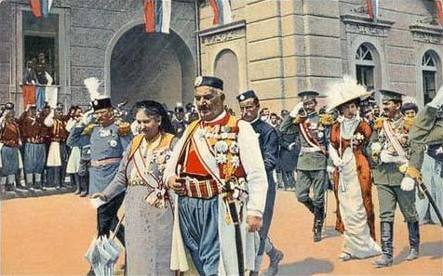
Проголошення Чорногорського королівства, Цетинє, 28 серпня 1910

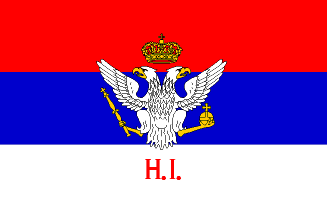
Прапор Королівського суду Чорногорії

Королівство Чорногорія було проголошено 28 серпня 1910, в місті Цетинє князем Чорногорії Миколою I Петровичем, який прийняв при цьому титул короля Чорногорії Миколи I.
Балканська війна 1912—1913 років була відзначена активними діями короля, але також і стала однією з причин майбутнього падіння королівства. Так, Чорногорія зробила ряд територіальних придбань, зокрема за рахунок Санджаку заселеного сербами 30 травня 1913. Входження до складу Чорногорії значної території, населення якої жодним чином не підтримувало нових господарів, стало серйозним кроком до кризи.
До того ж, Великі Держави зажадали віддати місто Шкодер Албанії, яка нещодавно здобула незалежність, при тому, що втрати Чорногорії під час захоплення міста у Османської імперії склали близько 10,000 чоловік.
Під час Першої світової війни (1914—1918) Чорногорія була союзником Антанти. З 15 січня 1916 по жовтень 1918 країна була окупована Австро-Угорщиною.
20 липня 1917, відповідно до Декларації Корфу, було оголошено злиття Чорногорії з Сербією. 26 листопада 1918 Чорногорія офіційно увійшла до складу Королівства Сербів, Хорватів і Словенців. Ті, хто не погодився з цим, зокрема — прихильники усунутого короля Миколи, продовжували протягом декількох років партизанський опір.